# Tsjoeboerchindzji
 Tsjoeboerchindzji (Georgisch: ჭუბურხინჯი; Abchazisch: Ҷубурхьынџь of ook wel Хьацҳа, Chiatscha; Russisch: Чубурхинджи) is een dorp in de Georgische autonome en feitelijk afgescheiden republiek Abchazië, in het district Gali.

## Toponiem
In 2010 besloot het Abchazische parlement dat 20 dorpen in het district Gali met ingang van eind 2013 hun Mingreelse of Georgische naam zouden verliezen en een Abchazische naam zouden krijgen. Tsjoeboerchindzji kreeg de naam Chiatscha (ხიაცხა, Abchazisch: Хьацҳа).

## Geschiedenis
Het dorp was in de periode 1993-2006 de locatie van regelmatige bijeenkomsten van de UNOMIG waarnemersmissie van de Verenigde Naties, in het kader van het Georgisch-Abchazisch conflict. Deze bijeenkomsten stonden informeel bekend als de "Tsjoeboerchindzji-sessies", en vonden plaats tussen de Russische, Abchazische en Georgische vredeshandhavers, onder toeziend oog van de VN. In juli 2006 kwam een eind aan de sessies toen de Abchazische zijde het overleg opschortte en niet meer hervat werd tot het einde van de missie in 2009.
Na de Russisch-Georgische Oorlog van 2008 werd in het dorp een gemilitariseerde basis van de Russische FSB-grenswachtdienst gebouwd en in mei 2012 werd deze operationeel. Er werden ook faciliteiten in het dorp geopend voor 80 gezinnen van de Russische grenswachten.

## Demografie
Tsjoeboerchindzji is het leidende dorp van de gelijknamige dorpsgemeenschap, die bestaat uit zes dorpen. Van de Abchazische volkstelling in 2011 zijn geen dorpscijfers bekend gemaakt. De gehele gemeenschap had toen 3340 inwoners en bestond voor 99,2% uit Georgiërs.
Bij de laatste Sovjet-census van 1989 had de gemeenschap nog bijna het dubbele aantal inwoners (6457), waarvan er 2092 in Tsjoeboerchindzji woonden. 
| Aantal                                                                                                   | 2909  | 6457 | 3340  |  |  |  |  |  |  |  |  |  |  |  |
| |       |      |       |  |  |  |  |  |  |  |  |  |  |  |
| Abchaziërs                                                                                               | 14,8% | -    | 0,2%  |  |  |  |  |  |  |  |  |  |  |  |
| Georgiërs                                                                                                | 84,6% | -    | 99,2% |  |  |  |  |  |  |  |  |  |  |  |
| Verantwoording data: 1926-2011. Noot: De Abchazische cijfers vanaf 1994 worden niet erkend door Georgië. |       |      |       |  |  |  |  |  |  |  |  |  |  |  |

## Vervoer
Tsjoeboerchindzji ligt aan de Georgische S1 / E97, de belangrijkste hoofdroute door Abchazië vanaf de Engoeri-brug naar hoofdstad Soechoemi. In het dorp begint de regionale route Sh185 die parallel langs de Engoeri-rivier een reeks etnisch Georgische dorpen verbindt.